# Bocchar montanus
Bocchar montanus är en insektsart som beskrevs av Jacobi 1910. Bocchar montanus ingår i släktet Bocchar och familjen hornstritar. Inga underarter finns listade i Catalogue of Life.